# Ittre (ruisseau)
Pour les articles homonymes, voir Ittre.
 (janvier 2016).
Si vous disposez d'ouvrages ou d'articles de référence ou si vous connaissez des sites web de qualité traitant du thème abordé ici, merci de compléter l'article en donnant les références utiles à sa vérifiabilité et en les liant à la section « Notes et références ».
 (octobre 2014).
Pour les articles homonymes, voir Ittre (homonymie).
L'Ittre est un ruisseau de Belgique de la province du Brabant wallon, affluent de la Samme, donc un sous-affluent de l'Escaut.

## Géographie
Il se jette dans la Sennette à Virginal-Samme.